# Esecuzione forzata
L'esecuzione forzata, secondo la legge italiana, è il soddisfacimento, attuato in modo coatto, del diritto del creditore nei confronti di un soggetto debitore.

## Tipologia
Abbiamo due tipi di esecuzione forzata:
- espropriazione forzata: attinente alle obbligazioni pecuniarie e consistente nel pignoramento dei beni del debitore con conseguente loro liquidazione, in attuazione della garanzia generale prevista dall'articolo 2740 c.c.;
- esecuzione forzata in forma specifica: attinente alle obbligazioni di consegnare, di fare e di non fare e consistente nel conseguimento coatto di quanto dedotto in prestazione.

Particolare caso di esecuzione in forma specifica è quello relativo all'obbligo di contrarre, che si attua con una sentenza costitutiva che tiene luogo del contratto promesso ma non concluso (articolo 2932 c.c.).

## Obbligazioni soggette a esecuzione forzata
Non ogni obbligazione è sottoponibile a esecuzione in forma specifica: Ci sono le obbligazioni di consegnare una cosa determinata (ma non quelle aventi come oggetto cose generiche) e le obbligazioni il cui oggetto consiste in un fare fungibile (casi in cui la realizzazione dell'oggetto dell'obbligazione avviene tramite terzi, nominati dal giudice).

## Presupposti
Presupposto processuale dell'esecuzione forzata è il titolo esecutivo, che formalmente legittima il creditore all'esperimento di azione esecutiva. Sono titoli esecutivi ai sensi dell'art. 474 c.p.c., unitamente ad un atto di precetto:
- le sentenze, i provvedimenti, i titoli esecutivi e gli altri atti cui la legge attribuisce espressamente efficacia esecutiva;
- le scritture private autenticate (limitatamente alle obbligazioni di somme di denaro in esse contenute) nonché le cambiali e gli altri titoli di credito ai quali la legge espressamente attribuisce l'efficacia esecutiva;
- gli atti ricevuti da notaio o altro pubblico ufficiale abilitato a riceverli.

Il debitore può contestare il diritto del creditore a procedere all'esecuzione forzata proponendo l'opposizione all'esecuzione di cui all'art. 615 c.p.c.

## Competenza
La competenza, precedentemente ripartita tra pretore e tribunale ordinario, per effetto del decreto legislativo 19 febbraio 1998, n. 51, è stata attribuita esclusivamente al solo tribunale ordinario per ogni specie di esecuzione.
Per quanto concerne la competenza per territorio, è giudice competente il giudice nella cui circoscrizione si trovano le cose mobili o immobili da consegnare o rilasciare, o dove si trova il terzo che deve somme di denaro o cose al debitore esecutato, ovvero dove deve essere adempiuto l'obbligo di fare o di non fare.

## Crediti verso la pubblica amministrazione
La natura pubblica o privata del debitore non influisce sui requisiti del titolo esecutivo, limitandosi il giudice a controllare la liquidità del credito portato dal titolo (Cass. 11/1/2006, n. 234). Il creditore ha un diritto soggettivo per chiedere al giudice ordinario l'esecuzione forzata per espropriazione, se risulta inerte la pubblica amministrazione condannata al pagamento.

Vincoli di bilancio o del Patto di Stabilità sono norme di azione interne alla P.A., non di relazione opponibili ai creditori. Viceversa, sono patrimonio indisponibile al pignoramento i beni dichiarati non espropriabili dalla legge, le somme e i crediti con vincoli di destinazione per servizi pubblici o per finalità istituzionali disposte per legge o per provvedimento amministrativo (Cass. Sez. Un. 13/7/1979, n. 4071; Corte Cost. 21/7/1981, n. 138).
Il D.L. n. 35/2013 ha esteso la compensazione fra crediti e debiti della Pubblica Amministrazione a tutti i crediti non prescritti, certi, liquidi ed esigibili, laddove in precedenza era limitata ai soli crediti iscritti a ruolo.

La compensazione consiste nella detrazione da tasse e imposte a fronte dei crediti che le aziende vantano per somministrazione, fornitura e appalti, sia verso lo Stato sia verso gli Enti Locali. È gestita per via telematica dall'Agenzia delle Entrate e i crediti sono certificati dal Ministero dell'Economia, anche nei confronti degli Enti Locali. Dalla compensazione sono escluse le persone fisiche.

## Distinzione con il risarcimento in forma specifica
Cosa diversa dall'esecuzione in forma specifica è il risarcimento in forma specifica: infatti mentre la prima è un mezzo di attuazione del diritto, il secondo è un mezzo per la rimozione diretta dei danni derivanti dall'inadempimento.

Nel codice è prevista anche l'esecuzione in forma specifica dell'obbligo di non fare (articolo 2933 c.c.), ma in realtà si tratta di eseguire forzatamente un obbligo di fare (distruzione di un manufatto abusivo): in questi casi serve una sentenza che condanni il debitore a rimuovere l'opera.